# Pływanie na Letnich Igrzyskach Olimpijskich 1960 – 400 m stylem dowolnym kobiet
400 m stylem dowolnym kobiet – jedna z konkurencji pływackich rozgrywanych podczas XVII Igrzysk Olimpijskich w Rzymie. Eliminacje odbyły się 31 sierpnia, a finał 1 września 1960 roku.
Mistrzynią olimpijską została Amerykanka Chris von Saltza, która poprawiła swój rekord olimpijski z eliminacji, uzyskawszy w finale czas 4:50,6. Srebrny medal wywalczyła Jane Cederqvist ze Szwecji (4:53,9). Brąz, z czasem 4:56,9, zdobyła Holenderka Tineke Lagerberg.

## Rekordy
Przed zawodami rekord świata i rekord olimpijski wyglądały następująco:
| Rekord            | Zawodniczka      | Czas   | Miejsce   | Data            |       |
| ----------------- | ---------------- | ------ | --------- | --------------- | ----- |
| Rekord świata     | Chris von Saltza | 4:44,5 | Detroit   | 5 sierpnia 1960 | [ 1 ] |
| Rekord olimpijski | Lorraine Crapp   | 4:54,6 | Melbourne | 7 grudnia 1956  | [ 2 ] |

W trakcie zawodów ustanowiono następujące rekordy:
| Data        | Etap konkurencji | Zawodnik         | Czas   | Rekord |
| ----------- | ---------------- | ---------------- | ------ | ------ |
| 31 sierpnia | eliminacje       | Chris von Saltza | 4:53,6 | OR     |
| 1 września  | finał            | Chris von Saltza | 4:50,6 | OR     |

## Wyniki

### Eliminacje
| Miejsce | Wyścig | Tor | Zawodniczka       | Państwo           | Czas     | Uwagi |
| ------- | ------ | --- | ----------------- | ----------------- | -------- | ----- |
| 1.      | 1      | 4   | Chris von Saltza  | Stany Zjednoczone | 4:53,6   | Q,    |
| 2.      | 3      | 5   | Jane Cederqvist   | Szwecja           | 4:55,6   | Q     |
| 3.      | 3      | 3   | Nan Rae           | Wielka Brytania   | 4:55,7   | Q     |
| 4.      | 1      | 5   | Tineke Lagerberg  | Holandia          | 4:57,0   | Q     |
| 5.      | 1      | 3   | Bibbi Segerström  | Szwecja           | 4:57,6   | Q     |
| 6.      | 3      | 4   | Dawn Fraser       | Australia         | 4:57,6   | Q     |
| 7.      | 2      | 4   | Ilsa Konrads      | Australia         | 4:59,2   | Q     |
| 8.      | 2      | 3   | Corrie Schimmel   | Holandia          | 5:00,1   | Q     |
| 9.      | 2      | 6   | Héda Frost        | Francja           | 5:00,6   |       |
| 10.     | 2      | 5   | Carolyn House     | Stany Zjednoczone | 5:00,7   |       |
| 11.     | 3      | 6   | Ursel Brunner     | Niemcy            | 5:05,3   |       |
| 12.     | 1      | 6   | Gisela Weiß       | Niemcy            | 5:08,6   |       |
| 13.     | 1      | 2   | Judy Samuel       | Wielka Brytania   | 5:08,6   |       |
| 14.     | 1      | 7   | Paola Saini       | Włochy            | 5:12,9   |       |
| 15.     | 1      | 1   | Kimiko Ezaka      | Japonia           | 5:13,1   |       |
| 16.     | 2      | 2   | Hillary Wilson    | Rodezja           | 5:16,8   |       |
| 17.     | 3      | 7   | Welleda Veschi    | Włochy            | 5:18,3   |       |
| 18.     | 2      | 8   | María Luisa Souza | Meksyk            | 5:21,3   |       |
| 19.     | 3      | 1   | Mária Frank       | Węgry             | 5:21,9   |       |
| 20.     | 2      | 1   | Sigrid Müller     | Austria           | 5:25,1   |       |
| 21.     | 3      | 8   | Blanca Barrón     | Meksyk            | 5:26,4   |       |
| 22.     | 1      | 8   | Eiko Wada         | Japonia           | 5:26,8   |       |
| 24. !   | 2      | 7   | Márta Egerváry    | Węgry             | 9:99,9 ! | DNS   |
| 24. !   | 3      | 2   | Margaret Iwasaki  | Kanada            | 9:99,9 ! | DNS   |

### Finał
| Miejsce | Tor | Zawodniczka      | Państwo           | Czas   | Uwagi |
| ------- | --- | ---------------- | ----------------- | ------ | ----- |
| 1. !    | 4   | Chris von Saltza | Stany Zjednoczone | 4:50,6 | OR    |
| 2. !    | 5   | Jane Cederqvist  | Szwecja           | 4:53,9 |       |
| 3. !    | 6   | Tineke Lagerberg | Holandia          | 4:56,9 |       |
| 4.      | 1   | Ilsa Konrads     | Australia         | 4:57,9 |       |
| 5.      | 2   | Dawn Fraser      | Australia         | 4:58,5 |       |
| 6.      | 3   | Nan Rae          | Wielka Brytania   | 4:59,7 |       |
| 7.      | 8   | Corrie Schimmel  | Holandia          | 5:02,3 |       |
| 8.      | 7   | Bibbi Segerström | Szwecja           | 5:02,4 |       |